# Бондюэль, Франс
Франс Бондюэль (нидерл. Frans Bonduel; 26 сентября 1907, Дендермонде, Бельгия — 25 февраля 1998, Басроде, Бельгия) — бельгийский профессиональный шоссейный велогонщик в 1928-1947 годах. Победитель велогонок: Тур Фландрии (1930),
Схал Селс (1930, 1937), Тур Лимбурга (1933), Париж — Брюссель (1934, 1939), Париж — Тур (1939).

## Достижения
1927
2-й Тур Фландрии
3-й Тур Бельгии — Генеральная классификация
1928
2-й Critérium des Aiglons
1930
1-й Тур Фландрии
1-й Париж — Лилль
1-й Схал Селс
3-й Париж — Тур
7-й Тур де Франс — Генеральная классификация
1-й — Этап 17
1931
1-й Circuit du Morbihan
2-й Чемпионат Фландрии
2-й Париж — Брюссель
3-й Париж — Рен
3-й Бордо — Париж
6-й Париж — Тур
1932
2-й Схал Селс
2-й Бордо — Париж
6-й Тур де Франс — Генеральная классификация
1-й — Этапы 6 и 7
8-й Тур Фландрии
1933
1-й Тур Лимбурга
2-й Париж — Виши
1934
1-й Париж — Брюссель
2-й Гран-при Зоттегема
3-й Париж — Рубе
1935
2-й Льеж — Бастонь — Льеж
3-й Париж — Брюссель
3-й Париж — Лимож
5-й Париж — Рубе
1936
2-й Вуэльта Каталонии — Генеральная классификация
1-й — Этап 7
2-й Тур Бельгии — Генеральная классификация
2-й Париж — Брюссель
2-й Circuit de Paris
2-й Circuit du Morbihan
3-й Чемпионат Фландрии
7-й Париж — Рубе
1937
1-й Схал Селс
1-й Марсель — Лион
2-й Париж — Брюссель
2-й Париж — Тур
2-й Париж — Лимож
6-й Флеш Валонь
8-й Париж — Рубе
1938
2-й Тур Германии — Генеральная классификация
1-й — Этап 8
2-й Париж — Сент-Этьен
1939
1-й Париж — Тур
1-й Париж — Брюссель
2-й Париж — Ницца — Генеральная классификация
1-й — Этап 4
9-й Тур Фландрии
1941
3-й Чемпионат Фландрии
1942
1-й — Этап 2 Circuit de France
2-й Флеш Валонь
2-й À travers Paris
7-й Тур Фландрии
1943
3-й Париж — Реймс
1944
5-й Тур Фландрии
1946
2-й Париж — Ницца — Генеральная классификация
1-й — Этап 2
4-й Париж — Рубе
4-й Париж — Тур
8-й Флеш Валонь
9-й Гент — Вевельгем

### Гранд-туры
| Гранд-тур      | 1929 | 1930 | 1931 | 1932 | 1933 | 1934 |
| -------------- | ---- | ---- | ---- | ---- | ---- | ---- |
| Джиро д’Италия | —    | —    | —    | —    | —    | —    |
| Тур де Франс   | 12   | 7    | —    | 6    | —    | 18   |

| —  | Не участвовал  |
| НФ | Не финишировал |